# Dupon Duran II
Dupon Duran II est un voilier trimaran destiné à la course au large, construit d’après les plans de Nigel Irens pour la Route du Rhum 1990 de Pascal Hérold qui finira à la neuvième place. Il a porté les noms de Great America II, Négocéane, puis Branec IV jusqu'en 2022, année du rachat par Erwan Thibouméry et devient Interaction.

## Historique
Le bateau, sous le nom de Great America II, avec le skipper américain Rich Wilson, bat trois records : New-York San-Francisco par le Cap Horn en 1993, New York-Melbourne en 2001 et Hong Kong-New York en 2003.
De 2006 à 2013, le skipper Roger Langevin baptise le trimaran sous le nom de Négocéane et participe à la Route du Rhum 2006.
En 2016, pour la participation de la 11e édition de la Route du Rhum 2018, le voilier est acheté par Franck Sainte-Marie, qui le nomme Branec IV.
En 2022, pour la participation de la 12e édition de la Route du Rhum, le trimaran est repris par le malouin Erwan Thibouméry. Il est repeint aux couleurs du principal partenaire, le groupe d'intérim Interaction, et est équipé de trois nouvelles voiles, l’accastillage est changé. Une révision de la mécanique et de l’électronique est aussi effectuée. Mais, après cinq jours de course, le 15 novembre matin vers 5 heures, alors qu'il faisait route vers Vigo pour des réparations, Erwan Thibouméry doit abandonner le trimaran devenu incontrôlable dans des conditions de mer et de vent difficiles, à cause de nombreux problèmes de voiles et d'une panne de moteur. Le navigateur est hélitreuillé par les secours espagnols, tandis que son bateau est retrouvé plus tard échoué sur la plage de Ferreira, proche de Ribeira en Espagne.

## Palmarès et records
- 2006 : 5e de la huitième édition de la Route du Rhum avec Roger Langevin[2]

- 2003 : record Hong Kong - New York (13707 milles) en 72 jours, 21 heures, 11 minutes et 37 secondes, avec Rich Wilson et Rich du Moulin, ancien record en 74 jours et 14 heures sur Sea Witch's vers 1849[6]

- 2001 : New York - Melbourne en 68 jours, 10 heures, 7 minutes et 52 secondes avec Rich Wilson et Bill Biewenga, ancien record en 69 jours et 14 heures sur Mandarin en 1855-1859[7],[8],[9]

- 1993 : San Francisco - Boston par le Cap Horn en 69 jours et 20 heures avec Rich Wilson et Bill Biewenga, ancien record sur Northern Light[9]

- 1990 : 9e de la quatrième édition de la Route du Rhum avec Pascal Hérold[1]